# Laihka
Laihka är en kommun i Myanmar.   Den ligger i regionen Shanstaten, i den centrala delen av landet, 240 km nordost om huvudstaden Naypyidaw. Antalet invånare är 44 329.